# Nassira Konde
Nassira Konde (* 30. Juli 1999 in Bondy, Frankreich) ist eine französische Rugby-Union- und Siebener-Rugby-Spielerin. Sie spielt auf der Position des Innendreiviertel für den französischen Verein Stade bordelais und die französische Rugby-Union-Nationalmannschaft.
Zu ihren Erfolgen gehören der Gewinn der Silbermedaille im Siebener-Rugby bei den Olympischen Sommerspielen 2020 sowie der Französischen Meisterschaft (2023, 2024 und 2025).

## Biographie
Konde lernte das Rugbyspielen beim französischen Club AC Bobigny. Dort wurde sie von Talentscouts entdeckt und unterschrieb einen Förderungsvertrag der Fédération française de rugby um Teil der französischen Siebener-Rugby-Nationalmannschaft zu werden.
Ihr Debüt für die Rugby-Union-Nationalmannschaft gab sie bei den Six Nations 2020.
2021 wurde sie von David Courteix in das französischen Siebener-Rugby-Team berufen, das an den Olympischen Spielen in Tokio teilnehmen sollte. Sie ersetzte die Verletzungsbedingt ausfallende Joanna Grisez. Mit der französischen Auswahl konnte die Silbermedaille gewinnen.
Im 15er Rugby wurde sie mit dem Stade bordelais 2022–23 erstmals französische Meisterin der Elite 1. Sie spielte unter anderem im Finale, wo sich die „Lionnes“ gegen Blagnac Rugby fémin durchsetzen.
Auch im folgenden Jahr trug sie erfolgreich zur Titelverteidigung bei. Sie spielte 10 der 13 Partien sowie das Finale gegen ASM Romagnat.
Stade bordelais verteidigte den Titel ein drittes Jahr in Folge mit einem 32:24-Sieg gegen den Stade Toulousain. Konde verpasste das Finale aufgrund einer Verletzung während der Six Nations 2025.

## Erfolge

### Verein
- Gewinner der Elite 1 2023, 2024 und 2025 mit dem Stade bordelais.

### Nationalmannschaft
- Silbermedaille Siebener-Rugby bei den Olympische Sommerspielen 2020.

### Ehrungen
- Ordre national du Mérite (verliehen am 8. September 2021)[14]